# Jeanne Devos (zuster)

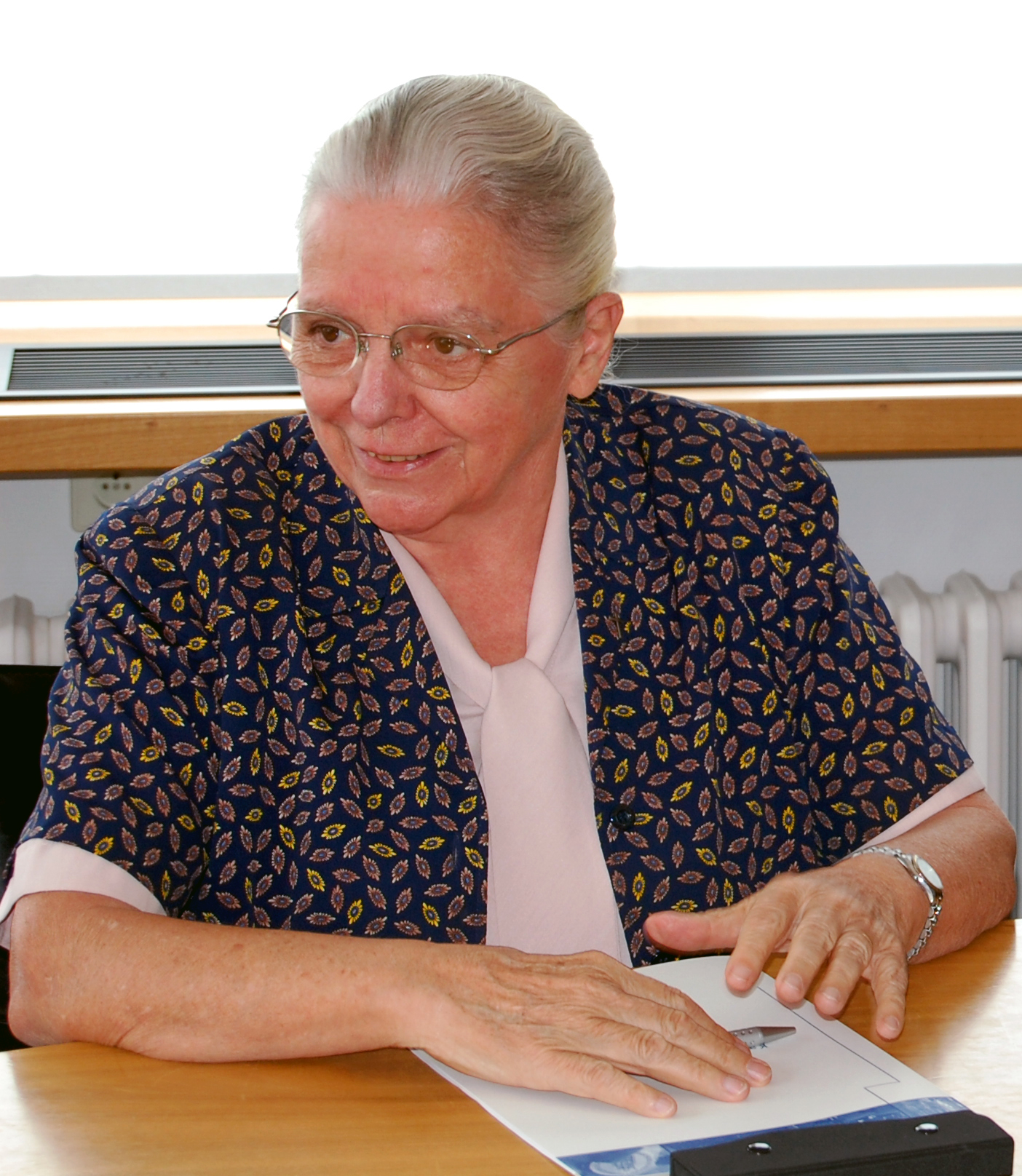
zuster Jeanne in 2007

Jeanne Maria Elvire Devos (Kortenaken, 9 januari 1935) is een Belgische zuster van de Zusters Missionarissen van het Onbevlekte Hart van Maria, die zich inzet voor hulp aan de armen in de sloppenwijken van Mumbai in India. In 2005 werd ze genomineerd voor de Nobelprijs voor de Vrede. In 2009 ontving ze het Grootkruis in de Kroonorde.

## Biografie
Jeanne Devos werd geboren in een boerengezin in het Hageland. Haar vier oudere zussen waren al zeer religieus en stapten regelmatig mee in processies. Zelf ging ze in die dagen liever naar de kermis. Na haar middelbareschooltijd werd zij sterk beïnvloed door Gust Van Haegenborgh toenmalig nationaal proost van de Vrouwelijke Katholieke Studerende Jeugd (VKSJ) die haar op het spoor bracht van Kardinaal Jozef Cardijn en haar bewustmaakte van de visie "zien", "oordelen" en "handelen¨".
Ze gaf een poosje les aan het Heilig Hartinstituut in Heverlee en was al in de dertig toen ze in de jaren 60 in het klooster trad bij de Zusters Missionarissen van het Onbevlekte Hart van Maria beter bekend als de Missiezusters van De Jacht. Als kind keek ze reeds op naar Mahatma Gandhi en Rabindranath Tagore en daarom wilde zij in India werken. In afwachting van een visum studeerde ze in Utrecht logopedie en specialiseerde ze zich in Sint-Michielsgestel in doven- en blindenonderwijs.
In 1963 kon zij eindelijk vertrekken. Spoedig gaf ze haar oorspronkelijke doel van evangelisatie op en besloot ze de behoeftigen daar te helpen. Het contact met andere godsdiensten verruimde haar geest en alhoewel ze het katholicisme nog steeds als inspiratiebron gebruikt, staat ze kritisch tegenover mensen die deze godsdienst als de enige ware beschouwen. Tegen het katholicisme in propageert ze het gebruik van condooms.
Inzake haar inzet voor de armen is ze vergelijkbaar met Moeder Teresa, maar in tegenstelling tot de laatste wil Devos ook het gehele systeem in India veranderen en iedereen bewust maken van de kinderprostitutie, armoede, het kindermisbruik, de ongelijkheid van het kastenstelsel en andere misstanden die in India voorkomen.
Devos richtte ook de National Domestic Workers Movement (NDWM) op, die zich ontfermt over verschopte straatkinderen en misbruikt huispersoneel.
Jeanne Devos is de zus van Godelieve Devos (1926-2016).

## Prijzen
- In 2000 kreeg zij een eredoctoraat aan de Katholieke Universiteit Leuven.
- In 2005 werd zij genomineerd voor de Nobelprijs voor de Vrede, maar ze kreeg die uiteindelijk niet.
- Dat jaar was zij ook een van de kansmakers op de titel De Grootste Belg, maar ze haalde de uiteindelijke nominatielijst niet en strandde op nummer 57 van diegenen die net buiten de nominatielijst vielen.
- 2008: Leadership Prize van de Harvard Club of Belgium
- In 2009 ontving ze het Grootkruis in de Kroonorde.
- Op 1 juni 2010 verleende burgemeester Louis Tobback haar het ereburgerschap van de stad Leuven.
- Op 25 maart 2011 ontving Jeanne Devos de Amnesty International Leerstoel omwille van haar bijzondere bijdrage in het domein van de mensenrechten. De Leerstoel wordt geschonken door Amnesty International Vlaanderen in samenwerking met de Universiteit Gent.
- In 2013 kreeg Devos een gouden erepenning in het Vlaams Parlement, een onderscheiding voor Vlamingen die zich in het buitenland verdienstelijk maken.[3]
- In 2015 kreeg ze het Groot Ereteken van de Vlaamse Gemeenschap dat toegekend wordt aan Vlamingen die zich gedurende lange tijd verdienstelijk maakten.[4]
- In 2017 werd zij ereburger van Kortenaken[5]
- In 2019 kreeg ze de tweejaarlijkse Cardijnprijs van de vzw Kardinaal Cardijn voor de NWDM.
- In 2020 werd het vroegere Benedenplein omgedoopt tot het Jeanne Devosplein. Met de reden dat Leuven meer vrouwelijke straatnamen wil.[6]